# Геворгян, Артавазд Ашотович
Артава́зд Ашо́тович Геворгя́н (арм. Արտավազդ Աշոտի Գևորգյան, 30 марта 1926, Кировакан, Армянская ССР, СССР — 4 сентября, 2017, Ереван, Армения) — армянский советский политический деятель и бывший генеральный прокурор Армении.
- Среднее образование получил в родном городе.
- 1944—1949 — юридический факультет Ереванского государственного университета. После окончания преподавал там же. Кандидат юридических наук (1954).
- 1957 — заведующий кафедрой гражданского права ЕГУ.
- 1959—1961 — был генеральным прокурором Армянской ССР.
- 1965—1967 — декан юридического факультета ЕГУ.
- 1970 — председатель верховного суда Армянской ССР.
- 1970—1985 — был министром юстиции Армянской ССР.
- 1985—1990 — был председателем верховного суда Армянской ССР.
- 1990—1997 — вновь избран генеральным прокурором Армянской ССР.
- Автор 20 книг и многочисленных статьей.
- Избирался депутатом Верховного совета Армянской ССР 8-12-го созывов.
- Член КПСС.
- Государственный советник юстиции первого ранга.